# Man må da selv kunne lave den børnehave
|  | Denne artikel er oprettet af botten PalnaBot ud fra en ekstern database. Den kan derfor have sproglige fejl eller mangler. Denne skabelon kan fjernes efter kontrol af indholdet. |

Man må da selv kunne lave den børnehave er en dokumentarfilm fra 1973 instrueret af Allan de Waal efter manuskript af Allan de Waal, Dannie Olsen.

## Handling
Børnehavepigen (en slags "super-pige") er den egentlige hovedperson i denne film. I en blanding af reportage- og tegnefilm forsøger hun dels at fortælle en stakkels "forælder" om, hvilke muligheder der er, hvis man selv vil være med til at lave en børnehave - og dels også en hel del om de vanskeligheder, det er forbundet med.